# Klára Killermann
Klára Killermann-Bartos (Tatabánya, Hungría, 23 de junio de 1929 - 16 de julio de 2012) fue una nadadora especializada en pruebas de estilo braza. Fue medalla de bronce en 200 metros braza durante el Campeonato Europeo de Natación de 1954.

## Palmarés internacional
| Campeonato Europeo de Natación | Campeonato Europeo de Natación | Campeonato Europeo de Natación | Campeonato Europeo de Natación |
| Año                            | Lugar                          | Medalla                        | Prueba                         |
| ------------------------------ | ------------------------------ | ------------------------------ | ------------------------------ |
| 1954                           | Turín (Italia)                 | Medalla de bronce              | 200 m braza                    |